# Wincarnis
Wincarnis (que deriva de Wine Carnis, en anglès vi i del llatí 'de carn') és un nom de marca d'un vi tònic britànic, popular a Jamaica i algunes altres colònies britàniques anteriors. És un vi generóst (17%) ara fet amb una recepta secreta de suc de raïm, extractes de malt, herbes i espècies, però ja no conté carn. Wincarnis té un gust similar al xerès dolç.

## Història
Wincarnisf fou produït abans del 1881 per Coleman i Co Ltd a Norwich, Anglaterra. Al principi es deia Liebig's Extract of Meat and Malt Wine (extracte de carn i vi de malt de Liebig). Es publicitava com a beguda feta a base de Vi de Porto, extracte de carn Liebig i extracte de Malt, i en deien "el més bon tònic i restauratiu al món".
La marca finalment fou comprada per Hedges & Butler (part de Bass), la qual va ser adquirida el 1998 per Ian Macleod Distillers Ltd de Broxburn a Escòcia. Wincarnis és actualment fet per Broadland Wineries a Norfolk, i venut per Macleod.

## Mercats
Wincarnis ara es ven com un vi aperitiu. A Jamaica es mescla amb stout i llet. A Singapur, Malàisia i el Golf en beuen mares que han parit com a tònic. És ben conegut per la gent més vella del Regne Unit qui l'utilitza a tall de "tònic" quan no estan bé. Ian MacLeod Distilleries en dona els ingredients:
"El vi tònic Wincarnis és una mescla formulada amb compte de vi enriquit i d'extracte de malt amb una infusió única d'herbes terapèutiques i d'espècies que inclouen arrel de genciana, mugwort, arrel d'angèlica, melissa, llavor de fonoll, llavor de coriandre, fulles de menta pebrera, llavors de cardamom i escorça de cassia…. És un tònic natural que incorpora herbes tradicionalment reconegudes per llur capacitat de combatre mals comuns i alleujar-ne els símptomes. És ric en vitamines, especialment el complex de vitamina B que dona energia, i pot tenir efectes benèfics en el sistema circulatori i la pressió sanguínia."

## Wincarnis en la societat
- El cantador jamaicà Lee Perry reconeix en la seva biografia haver estat molt pres d'aquesta bevenda.
- En el spoof de "Mrs Wilson's Diary" de la revista Private Eye, el primer ministre britànic Harold Wilson va ser retratat com a bevedor de Wincarnis.
- En la sèrie de la televisió anglesa Yorkshire Television You're Only Young Twice els residents de Paradise Lodge beuen sovint Wincarnis.